# 打吹公園
打吹公園（うつぶきこうえん）は鳥取県倉吉市仲ノ町の打吹山の麓にある都市公園（総合公園）である。日本さくら名所100選、日本の都市公園100選、森林浴の森100選等に選ばれる山陰を代表する都市公園の一つである。

## 概要
1904年（明治37年）に皇太子（後の大正天皇）の行啓の際の宿泊地として大山と日本海と倉吉旧市街の眺望を得られる打吹山（標高204m）麓の景勝地を整備し開園した。面積48.9haに及ぶ園内には博物館、茶屋、池、展望台が点在する。散策路が巡らされ桜4千本、ツツジ4万本が植栽されており、山陰屈指の桜の名所となっている。
1947年（昭和22年）11月28日には、昭和天皇が行幸（昭和天皇の戦後巡幸）があった。

## 施設
- 飛龍閣 - 1904年（明治37年）4月竣工、皇太子（後の大正天皇）の宿泊施設
- 倉吉博物館・倉吉歴史民俗資料館
- 打吹城址
- 展望台
- 小動物園

## 交通アクセス
- 山陰本線 倉吉駅 から日交バス・日ノ丸バス市内線で約12分「赤瓦・白壁土蔵」下車 徒歩5分

## 周辺
- 倉吉市役所（園内）
- 打吹玉川（隣接） - 重要伝統的建造物群保存地区
- 倉吉市立成徳小学校
- 打吹駅

## 名物
- 打吹公園だんご